# Hessen (Schiff, 1968)
Der Zerstörer Hessen war ein zur Hamburg-Klasse gehörendes Kriegsschiff der Bundesmarine und befand sich von 1968 bis 1990 in Dienst.
Benannt wurde die Hessen nach dem Bundesland Hessen.
Der Traditionsname ging nach ihrer Außerdienststellung an die dritte Fregatte der Sachsen-Klasse über.

## Geschichte
Die Hessen lief als viertes und letztes Schiff der Klasse 101 (ehemals Zerstörer 55) am 4. Mai 1963 vom Stapel. Vom 17. bis zum 23. Oktober 1966 unternahm der Zerstörer Werftprobefahrten in der Nordsee und im Skagerrak. Die ab dem 11. Dezember 1966 erfolgte Abnahmefahrt zeigte Probleme mit der Antriebsanlage auf. Die Kupplungen zwischen den Turbinen und den Getrieben mussten nachgebessert werden, weshalb das Beschaffungsamt die Übernahme des Schiffs verweigerte. Die Hessen wurde zunächst beim Marinearsenal Wilhelmshaven aufgelegt und die Mängel beseitigt. Erst am 8. Oktober 1968, mehr als zehn Jahre nach der Bestellung, kam die Hessen in den Dienst der Marine. Sie gehörte dem 2. Zerstörergeschwader in Wilhelmshaven an. Wie die anderen Schiffe der Klasse 101 wurde sie nach einem Bundesland benannt. Zugleich ist der Name auch Traditionsname der Kaiserlichen Marine. Ein Linienschiff der Braunschweig-Klasse trug den Namen Hessen.
Am 2. Dezember 1971 kam es zu einer Explosion mit anschließendem Brand in einem E-Werk. Es kamen zwei Besatzungsmitglieder ums Leben.
1974 wurde eine so genannte „rote Zelle“ an Bord aufgedeckt, die die Schiffsführung in große Aufregung versetzt und u. a. die illegale Zeitung „Hessentorpedo“ verteilt hatte.
Die Umrüstung des Zerstörers zum Lenkwaffenzerstörer begann am 1. November 1974. Der Turm C wurde entfernt und das FK-System MM38 Exocet installiert. Mit der Endabnahme am 22. Februar 1976 änderte sich die Klassenbezeichnung in 101A.
Das Schiff wurde am 29. März 1990 außer Dienst gestellt und am 8. September 1991 über die Vebeg an die Fa. Eckart in Hamburg zum Abbruch verkauft. Das Schiff wurde in Portugal abgewrackt.

## Kommandanten
- Fregattenkapitän Carl Hoffmann: von Oktober 1968 bis Ende Februar 1969
- Fregattenkapitän Walter Flentge: von März 1969 bis Mitte Januar 1971
- Kapitänleutnant Jürgen Zipfel als Einheitsführer mit der Wahrnehmung der Geschäfte beauftragt: von Mitte Januar 1971 bis Ende Oktober 1971
- Fregattenkapitän Dieter Wellershoff: von November 1971 bis Mitte Dezember 1973
- Fregattenkapitän Friedrich-Wilhelm Schlüter: von Mitte Dezember 1973 bis Ende Juli 1974
- Fregattenkapitän Heinz Böttcher: von Ende Juli 1974 bis Mitte November 1974
- nicht besetzt und in der Depotinstandsetzung von Mitte November 1974 bis Ende Dezember 1975
- Fregattenkapitän Klaus Schwabe: von Ende Dezember 1975 bis Ende September 1977
- Fregattenkapitän Helmut Kossyk: von Oktober 1977 bis Ende September 1979
- Fregattenkapitän Werner Brosowsky: von Oktober 1979 bis Ende Juli 1982
- Fregattenkapitän Michael Kämpf: von Ende Juli 1982 bis Ende September 1984
- Fregattenkapitän Peter Feist: von Ende September 1984 bis Anfang April 1987
- Fregattenkapitän Lutz Feldt: von Ende März 1987 bis Ende September 1988
- Fregattenkapitän Viktor Toyka: von Ende September 1988 bis Ende September 1989